# Bryant B. Brooks

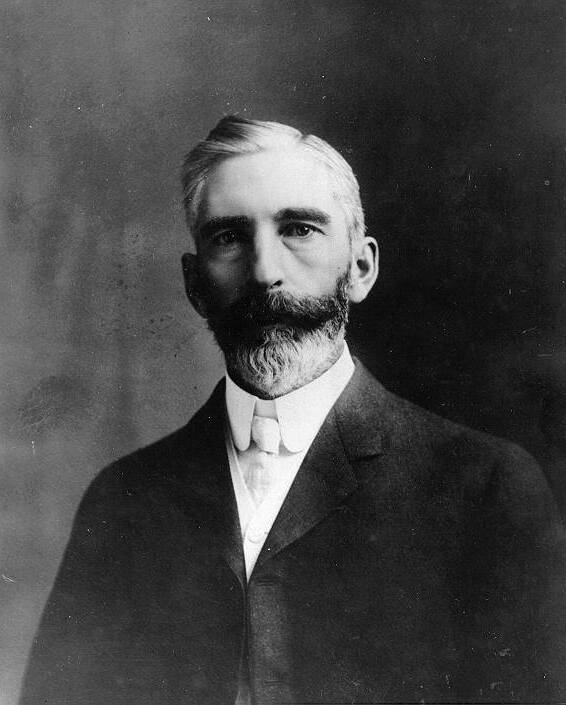
Gouverneur Bryant B. Brooks (um 1905)

Bryant Butler Brooks (* 5. Februar 1861 in Bernardston, Massachusetts; † 8. Dezember 1944 in Casper, Wyoming) war ein US-amerikanischer Politiker der Republikanischen Partei und von 1905 bis 1911 siebter Gouverneur des Bundesstaates Wyoming.

## Biografie
Nach dem Besuch von öffentlichen Schulen schloss Brooks seine Ausbildung am Business College in Chicago ab und ließ sich 1880 in Big Muddy (Wyoming) nieder, wo er unmittelbar darauf seine berufliche und politische Laufbahn begann. Sowohl sein Erfolg bei Börsengeschäften als auch seine Aktivität innerhalb der Republikanischen Partei führten dazu, dass er zum Abgeordneten des Parlaments (State Legislature) gewählt wurde. In der Folgezeit war Brooks mehrfach Delegierter auf Conventions der Republikanischen Partei und auch zu einem der Wahlmänner für die Präsidentschaftswahl in den Vereinigten Staaten 1900 gewählt, bei denen sein Parteifreund William McKinley zum US-Präsidenten gewählt wurde.
Als Nachfolger von Fenimore Chatterton wurde Brooks 1904 zum Gouverneur von Wyoming gewählt, um die Amtszeit des am 28. April 1903 verstorbenen Gouverneurs DeForest Richards zu vollenden. Nach Ablauf dieser Wahlperiode wurde er 1906 für eine zweite Amtszeit als Gouverneur gewählt und am 2. Januar 1907 vereidigt. Brooks hatte dieses Amt bis zum 2. Januar 1911 inne. Er war der erste Gouverneur, der in dem neu errichteten Gouverneurssitz des Bundesstaates (Governor's Mansion) lebte. Nach dem Ende der Wahlzeit zog Brooks sich aus der Politik zurück.
1939 erschienen seine Memoiren unter dem Titel Memoirs of Bryant B. Brooks: Cowboy, Trapper, Lumberman, Stockman, Oilman, Banker, and Governor of Wyoming.